# Helsheaven

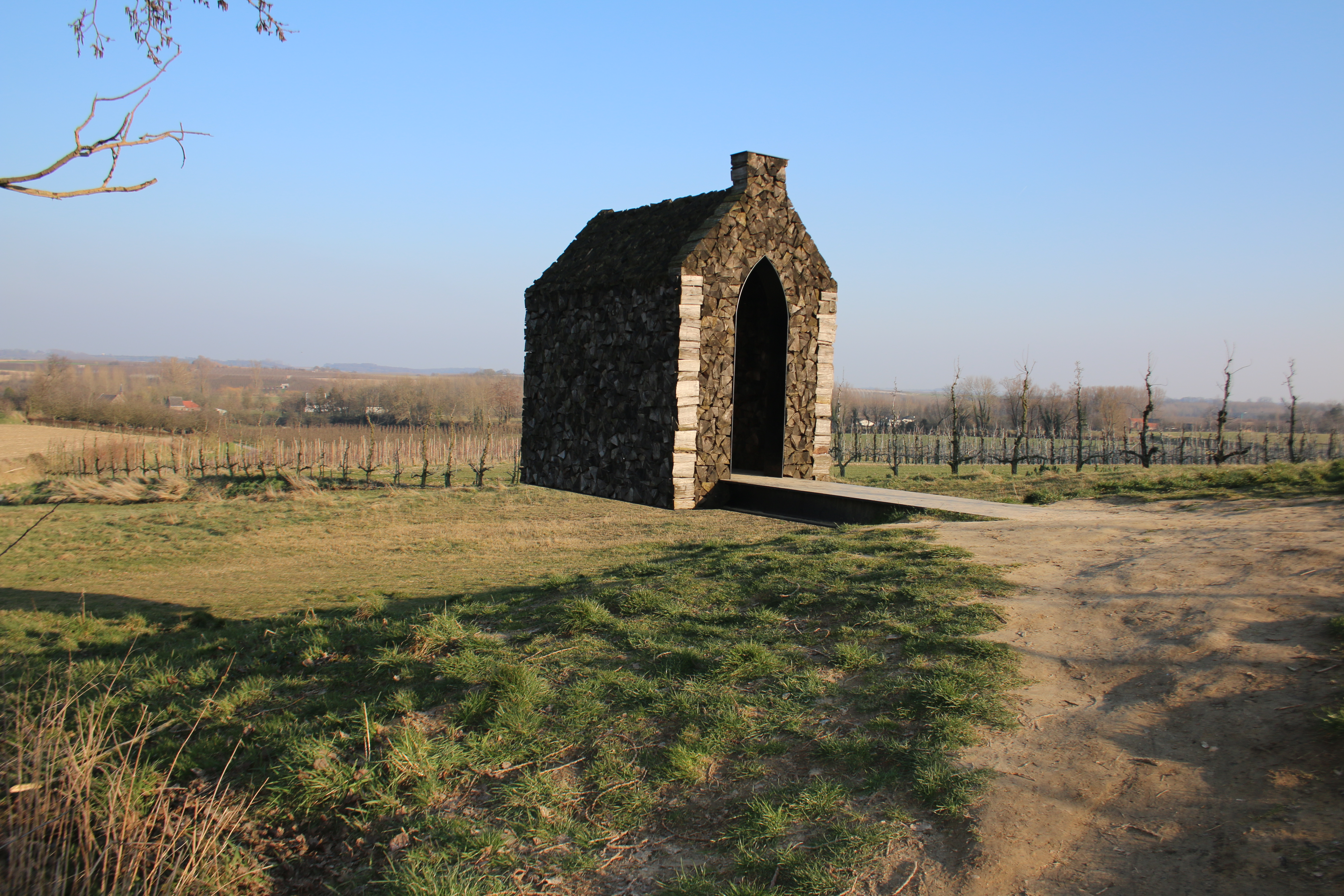
Helsheaven

Helsheaven is een landschapskunstwerk van Frits Jeuris in het Haspengouwse heuvelland in het gehucht Helshoven, op de grens van Borgloon en Sint-Truiden. Het kunstwerk is opgebouwd uit kersenbomen van een nabijgelegen boomgaard. Deze moest gerooid worden omdat hij aangetast was door het little cherryvirus. De vorm van het werk verwijst naar de nabijgelegen kapel van Helshoven. "Met de rug naar de Galgenberg is het werk gericht op het oosten en gaat zo over de dood maar vooral over nieuw leven".